# Maurizio Catenacci
Maurizio Catenacci (Frosinone, 5 maggio 1964) è un ex hockeista su ghiaccio italiano naturalizzato canadese, di ruolo attaccante.

## Biografia
Nato in Italia ma cresciuto in Ontario, Catenacci ha giocato per tutta la sua carriera da professionista in Europa, perlopiù nel campionato italiano, dove ha vestito le maglie di HC Como (1983-1984 in seconda serie), HC Mastini Varese (1984-1988, con uno scudetto vinto), HC Milano Saima (1988-1990), SG Cortina (1990-1991), Devils Milano (1991-1992, uno scudetto vinto, e poi nuovamente all'inizio della stafione 1995-1996 per disputare alcuni incontri di Alpenliga), HC Fiemme Cavalese (1992-1993), HC Courmaosta (1993-1994) e HC Brunico (1995-1996).
Ha giocato anche nel campionato francese a Grenoble nella stagione 1994-1995, nel campionato tedesco coi Ratinger Löwen nella stagione 1996-1997, ed in Slovenia nello Jesenice con cui ha chiuso la carriera disputando campionato e Alpenliga nel 1998-1999.
Ha vestito la maglia dell'Italia dal 1984 (ha esordito in un'amichevole con la Polonia giocata a Łódź il 21 dicembre) al 1993, disputando tre edizioni del mondiale, tutte di gruppo B: 1985, 1986 e 1987.
Dopo il ritiro è tornato in Canada dove ha allenato squadre giovanili.

## Vita privata
Il figlio Daniel è giocatore professionista, ed ha vestito la maglia del Canada under 18 e dell'Italia.

## Palmarès
- Campionato italiano: 2

Varese: 1986-1987
Devils Milano: 1991-1992